# Nagurus tahitiensis
Nagurus tahitiensis is een pissebed uit de familie Trachelipodidae. De wetenschappelijke naam van de soort is voor het eerst geldig gepubliceerd in 1935 door Jackson.